# 渋谷で会いましょう
『渋谷で会いましょう』（しぶやであいましょう）は、高口里純による日本の漫画作品。

## あらすじ
サブタイトル
1. 知的労働⁉
2. 奇想天外なオトコ
3. 軽～く生きようぜ!
4. ヘンナ奴
5. 卒論のテーマは“ヤクザ”
6. 亜久里の正体
7. バイリン極道
8. シブヤへレッツゴー

## 登場人物
亜久里（あぐり）
渋谷の新興ヤクザ「ギャラクシー企画」の社長。サングラスをかけたスーツ姿。オネエ言葉を使う。人に暴力を振るうことに頓着が無い。神出鬼没。コートから、木刀、パチンコ、鞭、蝋燭、など様々な物を取り出す。不穏な事態が起こると関口に「一人になるな」と忠告するが、従業員が二人のみなので侭ならない。渋谷では「山須賀組」から嫌がらせを受けているが、新宿でも嫌われている。
関口 俊彦（せきぐち としひこ）
カタギの大学生。22歳。文化人類学専攻4年生。「ギャラクシー企画」の経理のバイトをしている。20万円のアルバイト代につられ従業員になった。バイト内容は知的労働が主な仕事だと説明されていたが、亜久里のとばっちりの他、亜久里からも暴行を受け、怪我が絶えない。亜久里のズボラな金銭感覚のせいで経理の仕事が捗らず出納帳の計算が合わない。
渋谷の医者
患者が「山須賀組」に捕まった縁で亜久里と知り合う。たびたび亜久里の治療をする。
山須賀
渋谷のヤクザ「山須賀組」代表取締役。亜久里が目障り。渋谷センター街から亜久里を追い出したがっている。
神布尊一家の会長

めいこ
過去、関口が家庭教師をした女子高生。
ドン・サディーニ
亜久里の父親。アイルランド系のコルシカマフィア。
ジェフ
ドン・サディーニの妾の息子。亜久里の母違いの弟。大学生。
マイケル・サディーニ
ドン・サディーニの本妻の息子。亜久里の母違いの弟。10歳。

## 用語
ギャラクシー企画
渋谷区に事務所を置く、表向きは会社組織、実態は新興ヤクザ。従業員は、社長と経理の二名のみ。
山須賀組
渋谷のヤクザ。配下に不良くずれの若者達を集めた「ダイヤモンドカンパニー」を持つ。
神布尊一家
新宿のヤクザ。家紋は籠目紋。
サディーニ一家
ニューヨークマフィア最大勢力。

## 書誌情報
文庫版、高口里純『渋谷で会いましょう』〈双葉社・双葉文庫名作シリーズ〉全1巻
- 2007年3月発売、ISBN 978-4-575-72618-3

### 書誌情報出典
- 双葉社 コミック文庫『渋谷で会いましょう』